# Sbor pověřenců 18. září 1945 – 16. srpna 1946
Sbor pověřenců 18. září 1945 – 16. srpna 1946 působil jako vládní orgán Slovenské národní rady na území Slovenska v poválečném Československu v období let 1945-1946. Šlo v pořadí o šestý Sbor pověřenců.

## Složení Sboru pověřenců
- předseda Sboru pověřenců:
  - Karol Šmidke
- pověřenec pro věci vnitřní:
  - Július Viktory
- pověřenec pro finance:
  - Matej Josko
- pověřenec pro školství a osvětu:
  - Ladislav Novomeský
- pověřenec pro spravedlnost:
  - Ivan Štefánik
- pověřenec pro informace:
  - Samuel Belluš
- pověřenec pro průmysl a obchod:
  - Ján Púll
- pověřenec pro zemědělství a pozemkovou reformu:
  - Martin Kvetko
- pověřenec pro dopravu a veřejné práce:
  - Gustáv Husák
- pověřenec pro pošty:
  - Kornel Filo
- pověřenec pro sociální péči:
  - František Komzala
- pověřenec pro zdravotnictví:
  - Ján Ševčík
- pověřenec pro výživu a zásobování:
  - Rudolf Fraštacký